# Vauxia
Vauxia is een geslacht van uitgestorven Demospongiae uit het Midden-Cambrium uit de onderklasse Keratosa en de orde Verongiida. met een onderscheidende vertakkingswijze van groei. Elke tak bestond uit een netwerk van strengen. Vauxia had ook een skelet van spongine (flexibel organisch materiaal) dat veel voorkomt in moderne sponzen. Net als Choia en andere sponzen, wordt Vauxia gevoed door voedingsstoffen uit het water te halen. Vauxia is vernoemd naar Mount Vaux, een berg in het Nationaal park Yoho in Brits Columbia. Het werd voor het eerst beschreven in 1920 door Charles Doolittle Walcott. Versteende exemplaren van Vauxiasoorten zijn ontdekt in de Burgess Shale.

## Geschiedenis
Het eerste fossiel van Vauxia werd ontdekt op 1 september 1909 binnen een flank van de heuvelrug die Mount Field en Wapta met elkaar verbindt. Vauxia, evenals soorten die behoren tot het geslacht -  Vauxia gracilena (de typesoort), Vauxia bellula, Vauxia densa, Vauxia dignata en mogelijk Vauxia venata - werden in 1920 beschreven door paleontoloog Charles Doolittle Walcott. Vervolgens werden de gefossiliseerde overblijfselen van de nieuwe soort Vauxia magna gevonden in de Spence Shale in het noordoosten van Utah. Vauxia magna werd beschreven in 1980. Tijdens een onderzoekscampagne tussen 1998 en 2007 zijn exemplaren van Vauxia bellula gevonden in de Wheeler Shale en de Marjum-formatie.

## Classificatie
Oorspronkelijk door Walcott beschouwd als verwant aan de klasse Demospongiae, werden Vauxia en de familie Vauxiidae waartoe het geslacht behoort, na de ontdekking van de nieuwe soort Vauxia magna, opgenomen in de klasse Demospongiae. Aan de andere kant omvat de familie, afgezien van Vauxia, nog een andere orde, die Angulosuspongia sinensis omvat, een sponssoort ontdekt in de Kaili-formatie. Vauxia behoort tot de onderklasse Keratosa. Het geslacht is ondergebracht in de orde Verongiida, maar kan ook worden beschouwd als lid van een kroongroep Keratosa.

## Beschrijving
Vauxia heeft een struikvormige uitstraling. Het sponzengeslacht bestaat uit een enkele tak van meerdere vertakkingen aan elkaar, afhankelijk van de soort. Elke tak wordt afgeleid door een buisvormige en langgerekte vorm. Het skelet, dat een symmetrie heeft, bestaat uit een netwerk van vezels dat wordt vastgehouden door twee radiale hoofdvezels. Dit netwerk van vezels, gecombineerd met de verticale vezels, is samengesteld uit mazen in de vorm van onregelmatige veelhoeken (vierhoekig en zeshoekig).
Het skelet, gemaakt van spongine, heeft geen spiculae. Vauxia is het enige demosponge taxon waarvan de skeletstructuur zonder spiculae duidelijk is bepaald. Naast spongine bevat het skelet van Vauxia ook chitine.